# The Whole Town's Talking
The Whole Town's Talking (bra: Toda a Cidade Está Falando) é um filme estadunidense de 1935, do gênero comédia, dirigido por John Ford.

## Sinopse
Tímido contador é confundido com o seu sósia, um perigoso gângster, seguem-se então mil e um enganos.